# Holocausto (série de televisão)
Holocausto é uma mini-série transmitida em quatro episódios em 1978 pela emissora de televisão norte-americana NBC. Apesar de ter ganhado vários prémios e ter sido aclamada pela crítica, foi criticada negativamente por alguns, incluindo o notório autor e sobrevivente do Holocausto Elie Wiesel, que a descreveu como "irreal, ofensiva (e) barata." Esta série foi exibida em Portugal na RTP2, entre 19 de janeiro e 22 de fevereiro de 1979, às quintas-feiras, às 22 horas e 30 minutos, a seguir ao "Informação 2".

## Sinopse
Holocausto conta a história do Holocausto pela perspectiva da família Weiss, de judeus alemães, e do ponto de vista de um jovem membro da SS, que gradualmente se torna um impiedoso e sanguessuga criminoso de guerra. Holocausto ilustrou vários eventos importantes que ocorreram às vésperas e durante a II Guerra Mundial, tais como a Noite dos cristais, a criação de guetos judeus e posteriormente, o uso das câmaras de gás. A série basicamente tentou retratar aos espectadores a atrocidade deste genocídio.

## Episódios
| # | Título original                  | Título em Portugal    | Período   | Exibição original   | Exibição original                                                     |
| - | -------------------------------- | --------------------- | --------- | ------------------- | --------------------------------------------------------------------- |
| 1 | "Part 1: The Gathering Darkness" | O Adensar das Trevas  | 1935-1940 | 16 de abril de 1978 | 18 de janeiro de 1979 (1ª Parte) 25 de janeiro de 1979 (2ª Parte)     |
| 2 | "Part 2: The Road to Babi Yar"   | O Caminho de Babi Yar | 1941-1942 | 17 de abril de 1978 | 1 de fevereiro de 1979                                                |
| 3 | "Part 3: The Final Solution"     | A Solução Definitiva  | 1942-1944 | 18 de abril de 1978 | 8 de fevereiro de 1979                                                |
| 4 | "Part 4: The Saving Remnant"     | O Sobrevivente        | 1944-1945 | 19 de abril de 1978 | 15 de fevereiro de 1979 (1ª Parte) 22 de fevereiro de 1979 (2ª Parte) |

## Produção
Holocausto foi produzida por Robert "Buzz" Berger, e foi filmada com locações na Áustria e Berlim Ocidental.
Foi transmitida em quatro episódios de 16 a 19 de abril. Conquistou grande popularidade, obtendo 49% de market share. Também foi popular na Europa e gerou um grande impacto quando foi exibida na Alemanha Ocidental em janeiro de 1979.
O programa de nove horas e meia de duração teve como estrelas Fritz Weaver, Rosemary Harris, Meryl Streep, James Woods e Michael Moriartry, além de um numeroso elenco de apoio. Foi dirigido por Marvin J. Chomsky, um veterano, com muitos especiais de televisão, inclusive a mini-série de grande sucesso da ABC, Raízes, que foi ao ar pela primeira vez no ano anterior, em 1977. A série foi escrita pelo romancista e produtor Gerald Green, que posteriormente adaptou o roteiro para um romance.

## Recepção
Holocausto ganhou o Prêmio Emmy de Séries Limitadas mais Marcantes. Também venceu Emmys com as estrelas Streep, Moriatry e Blanche Baker. Chomsky e Green também ganharam Emmys. A trilha sonora de Morton Gould foi indicada, mas não venceu. A trilha sonora também foi indicada para um Prêmio Grammy por Melhor Trilha Original para o cinema ou TV. Outras estrelas, David Warner, Sam Wanamaker, Tovah Feldshuh, Fritz Weaver e Rosemary Harris, também foram indicadas para Emmys, mas não venceram. Entretanto, Harris venceu um Globo de Ouro (melhor atriz de TV) por sua performance, assim como Moriartry (Melhor ator de TV - Drama). Na corrida pelo Emmy, venceu a minissérie da BBC I, Claudius.

## Polémicas
Alguns críticos acusaram a minissérie de tratar o Holocausto de maneira trivial. O formato de TV significava calar o realismo da situação, enquanto o fato de a NBC ter lucrado alto com comerciais gerou acusações de que a tragédia estaria sendo comercializada. Os criadores de Holocausto defenderam-se com o argumento de que foi um importante fator no desenvolvimento e manutenção do conhecimento público sobre o Holocausto. O satirista e crítico de TV Clive James recomendou a produção. Em um artigo escrito para o The Observer (republicado na sua coleção The Crystal Bucket), ele disse:
"Os judeus alemães foram os mais assimilados na Europa. Eles foram vitais para a cultura alemã - que, de fato, nunca se recuperou de sua extinção. Eles não conseguiam perceber que eram odiados proporcionalmente ao conhecimento, vitalidade e sucesso que possuíssem. A aridez das mentes nazistas foi o maior obstáculo que os autores tiveram de enfrentar. Ao criar Erik Dorf eles deram um grande avanço para superá-lo. Interpretado de forma fascinante por Michael Moriartry, Erik comete seus eufemismos de assassino com uma voz tão seca quanto os discursos de Hitler ou a arquitetura de Albert Speer. O sonho de Hitler de um futuro com uma raça pura em um cenário abstrato, expressado por prisioneiros acorrentados e crucificações com rodovias conduzindo caminhões de arianos, acelerando constantemente para um local indefinido. Dorf soou exatamente assim: seu 'olhar de peixe morto' era uma luz embaçada com uma visão ilimitada da banalidade."

## Elenco
| Personagem           | Ator             | Personagem                                         | Ator                |
| -------------------- | ---------------- | -------------------------------------------------- | ------------------- |
| Adolf Eichmann       | Tom Bell         | Mrs. Helms                                         | Nina Sandt          |
| Rudi Weiss           | Joseph Bottoms   | Mr. Weinberg                                       | Cyril Shaps         |
| Helena Slomova       | Tovah Feldshuh   | John Cassidy                                       | Robert Sherman      |
| Heinrich Palitz      | Marius Goring    | Rabbi Samuel                                       | Gabor Vernon        |
| Berta Palitz Weiss   | Rosemary Harris  | Mr. Frey                                           | Peter Vogel         |
| Heinrich Müller      | Tony Haygarth    | Peter Dorf enquanto criança                        | Jim Anbach          |
| Heinrich Himmler     | Ian Holm         | Eva                                                | Isolde Barth        |
| Uncle Sasha          | Lee Montague     | Dr. Heintren                                       | Hubert Berger       |
| Erik Dorf            | Michael Moriarty | Oficial da Imigração                               | Gottfried Blahovsky |
| Marta Dorf           | Deborah Norton   | Nadya                                              | Vera Borek          |
| Mr. Lowy             | George Rose      | Rabbi Korsch                                       | Martin Brandt       |
| Uncle Kurt Dorf      | Robert Stephens  | Seder Man                                          | Peter Capell        |
| Inga Helms Weiss     | Meryl Streep     | Vanya                                              | Ulli Chivall        |
| Moses Weiss          | Sam Wanamaker    | Sargento do Campo de concentração de Buchenwald    | Otto Clemens        |
| Reinhard Heydrich    | David Warner     | Yuri                                               | Peter Garrell       |
| Dr. Josef Weiss      | Fritz Weaver     | Peter Dorf enquanto adolescente                    | Edward Gilkrist     |
| Karl Weiss           | James Woods      | Berald                                             | Klaus Guth          |
| Hermann Höfle        | Sean Arnold      | Guarda da S.S.                                     | Berno Hall          |
| Hans Frank           | John Bailey      | Capitão Soviético                                  | Nikolai Hantoff     |
| Anna Weiss           | Blanche Baker    | Sargento do Campo de Concentração de Auschwitz     | Ernst Hausknost     |
| Hans Helms           | Michael Beck     | Laura Dorf enquanto criança                        | Carrie Hill         |
| Karl Rahm            | John Collin      | Laura Dorf como adolescente                        | Courtney Hill       |
| Rudolf Höss          | David Daker      | Prisioneiro do Campo de concentração de Buchenwald | Karl Hoess          |
| Sr. Karp             | Vernon Dobtcheff | Oficial de Polícia da Gestapo                      | Harry Hornisch      |
| Sr. Biberstein       | Edward Hardwicke | Sr. Pfennenstiel                                   | Helmut Janatsch     |
| Otto Ohlendorf       | Nigel Hawthorne  | A enfermeira Sarah                                 | Kathina Kaiser      |
| Sra. Lowy            | Käte Jaenicke    | Sr. Engelmann                                      | Wolfgang Leisowsky  |
| Dr. Kohn             | Charles Korvin   | Sofia Alatri                                       | Hanna Lessing       |
| Sr. Helms            | Werner Kreindl   | Mulher com bebês                                   | Miriam Mahler       |
| Mr. Zalmann          | Stanley Lebor    | Anton                                              | Rudolf Melichar     |
| Aaron                | Jeremy Levy      | Border Guard                                       | Peter Neusser       |
| Paul Blobel          | T. P. McKenna    | Campo de Concentração de Auschwitz-Kapo            | Elvira Neustaedtl   |
| Ernst Kaltenbrunner  | Hans Meyer       | Colega de sala de aula de Aaron                    | Jan Odle            |
| Sra. Palitz          | Nora Minor       | Prague Oficial de Polícia                          | Walter Scheuer      |
| Maria Kalova         | Irene Prador     | Sergeant Foltz                                     | Stephan Paryla      |
| Sr. Felscher         | George Pravda    | Oficial de Polícia Polonês                         | Karl Schulz         |
| Sr. Tesch            | Oscar Quitak     | Warsaw Ghetto Oficial de Polícia                   | Ortwin Speer        |
| Sr. Levin            | Osman Ragheb     | Escrivão do Campo de concentração de Buchenwald    | Erwin Steinhauer    |
| Arthur Nebe          | John Rees        | Kapo Meinick                                       | Bruno Thost         |
| Bernhard Lichtenberg | Llewellyn Rees   | Greek Jew                                          | Joe Trummer         |
| Sr. Kovel            | Toby Salaman     | Sacristão                                          | Peter Weihs         |
| Mordechaj Anielewicz | Murray Salem     | Médico de Berlim                                   | Götz von Langheim   |